# Jonas Petter Blomqvist
Jonas Petter Blomqvist, född 24 oktober 1841 i Hässleby församling, Kalmar län, död 23 juni 1915 i Loftahammars församling, Kalmar län, var en svensk präst.

## Biografi
Jonas Petter Blomqvist föddes 1841 i Hässleby församling. Han var son till arrendatorn Erik Johan Jonsson och Anna Katarina Eriksdotter. Blomqvist blev vårterminen 1871 student vid Uppsala universitet och prästvigdes 12 juli 1872. Han blev 9 november 1874 komminister i Gladhammars församling och avlade 11 april 1876 pastoralexamen. Blomqvist blev 2 juli 1877 komminister i Loftahammars församling och 11 juni 1887 kyrkoherde i församlingen. Han blev 14 februari 1906 kontraktsprost i Norra Tjusts kontrakt. Blomqvist avled 1915 i Loftahammars församling.

### Familj
Blomqvist gifte sig första gången 5 juni 1879 med Gustafva Charlotta Janzon (1852–1904), dotter till lantbrukaren Anders Janzon och Gustava Fredrika Malmberg i Gladhammar. De fick tillsammans barnen Anna Gustava Hildegard Blomqvist (född 1880) och Josef Paul Seth Blomqvist (född 1889).
Han gifte sig andra gången 14 juli 1909 med Emilia Fredrika Sofia Amalia Blomberg (född 1868), dotter till organisten och skolläraren Nils Fredrik Blomberg och Emilia Gustava Katarina Phalén i Västrums församling.